# Vestido de anúncio de noivado de Catherine Middleton
Durante o anúncio público de seu noivado com o príncipe William de Gales, em 16 de novembro de 2010, Catherine Middleton usava um vestido azul Issa London para combinar com o anel de noivado de safira dado a ela pelo príncipe William. O vestido esgotou nas 24 horas seguintes à sua aparição e provocou uma tendência em “vestidinhos azuis”.

## Antecedentes
A estilista londrina Daniella Issa Helayel, nascida no Brasil, conhecida por seu nome homônimo Issa, desenha seus vestidos versáteis e justos com esse nome desde 2001. Uma das favoritas de Middleton nos anos anteriores ao noivado, ela foi vista nos vestidos da Issa ao longo dos anos e foi chamada de “embaixadora não oficial da marca”.
As criações de Issa foram vistas em celebridades como Naomi Campbell, Madonna, Jennifer Lopez e Scarlett Johansson, além das primas de William, Princesas Beatrice e Eugenie de York. A irmã de Middleton, Pippa, também foi vista nas roupas de Issa inúmeras vezes.
Em julho de 2011, Camilla Al-Fayed (irmã de Dodi Al-Fayed, que teve um relacionamento romântico com Diana, Princesa de Gales e morreu no mesmo acidente de carro em 1997) comprou uma participação de 51% de controle acionário na Issa London.

## Design e estreia de Middleton
O modelo escolhido era um vestido envelope na cor azul marinho, que apresentava mangas compridas, um decote em V profundo e faixas franzidas na cintura. O vestido foi descrito em cores como "safira", "marinho" e "azul real". A cor azul intensa harmonizava com o anel de noivado de safira que William deu à Catherine, joia esta que pertenceu à sua mãe, Diana, Princesa de Gales.
Estamos muito entusiasmados com a notícia do noivado e desejamos a Kate e William tudo de bom. Estou muito feliz que Kate use Issa e que ela escolheu usar Issa para o noivado. Ela é uma garota muito bonita e adorável.Original (em inglês): We are very thrilled at Issa with the news and we wish Kate and William all the best. I'm just very happy Kate wears Issa and that she has chosen to wear Issa for her engagement. She is a very pretty and lovely girl.— Daniella Issa Helayel  (em inglês)

## Recepção
O vestido se tornou um sucesso instantâneo e esgotou quase imediatamente nos EUA e no Reino Unido após sua estréia. Em 24 horas, o vestido (vendido por 385 libras) esgotou-se completamente na loja Harvey Nichols, em Londres. Averyl Oates, diretora de compras da boutique, disse à Vogue: “O vestido usado por Kate esgotou quase imediatamente. Issa é uma das nossas marcas mais vendidas e a versatilidade das peças significa que elas podem ser vestidas para o dia e vestidas para ocasiões especiais.” Na cidade de Nova York, onde o vestido custa cerca de US$ 615, Monique Erickson, revendedora da Issa na varejista Beyond 7, disse: “As pessoas estão ficando loucas por esse vestido ... Temos uma lista de espera crescendo a cada dia.” A popularidade do vestido ajudou a aumentar as vendas em 45% para a grife Issa London.
Para aqueles com um orçamento menor, uma réplica de algodão de mangas curtas do vestido desenhado pela estilista Florence + Fred foi lançada na rede de supermercados britânica Tesco por 16 libras. O vestido esgotou em uma hora depois de ser colocado no site da Tesco e, com estoque limitado disponível, a loja esperava esgotar completamente até o final da semana. O diretor de compras da Tesco, Jan Marchant, disse: “Kate Middleton parecia extremamente elegante em sua escolha de roupas e muitas mulheres queriam encontrar uma réplica desse vestido agora icônico nas ruas. A taxa com que o vestido foi vendido online é uma prova da influência do estilo e das escolhas de Kate.” Uma pesquisa realizada pelo site de celebridades MyCelebrityFashion.co.uk classificou o vestido como a segunda roupa mais icônica de 2010, superada apenas pelo vestido de carne de Lady Gaga para o MTV Video Music Awards.

### Tendência “vestidinho azul”
O vestido azul de Catherine desencadeou uma tendência em “vestidinhos azuis”, como uma alternativa mais colorida ao famoso “vestidinho preto”. A peça azul não apenas causou ondas para os fãs da família real. O período azul de Middleton também se espalhou pelo tapete vermelho. De acordo com o News-Times, quase 100 celebridades escolheram vestidos azuis para eventos que vão desde estreias a cerimônias de premiação após o grande momento de Catherine. Celebridades como Tia Carrere, Kristen Bell e Amy Smart foram vistas em tons de azul no tapete vermelho durante a temporada da primavera de 2011.